# 薛國觀
薛國觀（？—1641年），字家相，號賓廷，陝西韓城縣人。明朝政治人物，萬曆末進士。崇禎間官至內閣首輔，建議皇親國戚捐款以救國難，後因牽扯收賄案，被崇禎帝賜死，自經身亡。

## 生平
萬曆四十年（1612年）壬子陕西鄉試第六十六名舉人，四十七年（1619年）己未科三甲三十二名進士。刑部觀政，授山東萊州府推官，天啓元年（1621年）本省同考。天启三年行取考选，四年（1624年）三月，擢戶科給事中，五年巡视花马池，六年三月升兵科右，六月巡视庫藏，十二月升禮科左，天啟七年（1627年）五月与编修倪元璐主考江西，遷刑科都給事中。
崇禎三年（1630年）秋，用御史陳其猷薦，起兵科都給事中。四年遭母喪丁憂去職。守喪期滿，崇祯六年起禮科都給事中，遷太常寺少卿。
崇禎九年（1636年），擢左僉都御史。次年八月，拜禮部左侍郎兼東閣大學士，入參機務。
崇禎十年（1637年）溫體仁致仕，國觀入閣成爲宰輔，崇祯十二年二月刘宇亮罢官，国观进为首辅。一次崇祯帝召对，叹息百官皆贪，薛就顺口说如果廠衛有能人，贪污是不会風行的，當時东厂太监王化民在側，聽後汗流浹背，對薛國觀極其怨恨。
薛国观曾建议向皇親國戚徵課稅金，以解決财政困境。
行人司吳昌時送錢奉承薛國觀，薛國觀欲給予吏部主事，但崇祯皇帝性格多疑，僅授昌時礼部祠祭司主事，吳昌時以為是薛國觀暗中搞鬼，恨薛入骨。
崇禎十三年六月（1640年）给事中袁恺上疏，揭发薛国观受贿，国观下獄，並牵连傅永淳、蔡奕琛等十一人。薛國觀奏辯：“袁愷誣劾，出禮部主事吳昌時之意。”崇禎不聽。最後锦衣卫左都督郭承昊前去宣布赐死，薛国观臨死前说“吴昌时杀我”。薛国观是嘉靖首辅夏言被赐死之后，再次被赐死的首辅。國觀死後，其同黨為其辯護，鳴怨叫屈。
内阁中书舍人王陛彦是吴昌时的外甥，與國觀友善，在薛邸洽談，一起被逮捕下獄，後以“泄露机密罪”斩首，王陛彦赴市时曰：“此家母舅为之，我若有言，便得罪于名教矣！”。

## 家族
曾祖薛瑾。祖父薛鳳來。父薛天。

### 引用
1. ↑  《谈往录》载：“时帝尚严切，曾于平台召对，闲语间帝叹曰：‘目今朝臣通贿，外致东西糜饷，内致吏兵徇私，国事紊淆，生民涂炭，柰何？’忧形于色。韩城聊为解嘲曰：‘使东厂得人，举朝何敢黩货！苞苴之来，或有所自！’时厂臣王化民适蹲御座后，闻之汗出浃背，骇极恨极。昌时又与化民结义盟，忧喜相商，于是内外耽目，专伺韩城之阴。”
2. ↑  《明史·薛国观传》：“帝初忧国用不足，国观请借助，言：‘在外群僚，臣等任之；在内戚畹，非独断不可。’因以武清侯李国瑞为言。国瑞者，孝定太后兄孙，帝曾祖母家也。国瑞薄庶兄国臣，国臣愤，诡言‘父赀四十万，臣当得其半，今请助国为军赀。’帝初未允。因国观言，欲尽借所言四十万者，不应，则勒期严追。或教国瑞匿赀勿献，拆毁居第，陈什器通衢鬻之，示无所有。嘉定伯周奎与有连，代为请。帝怒，夺国瑞爵，国瑞悸死。有司追不已，戚畹皆自危。因皇五子病，交通宦官宫妾，倡言孝定太后已为九莲菩萨，空中责帝薄外家，诸皇子尽当夭，降神于皇五子。俄皇子卒，帝大恐，急封国瑞七岁儿存善为侯，尽还所纳金银，而追恨国观，待隙而发。”
3. ↑  谈迁《国榷》卷九十七：“崇祯十二年六月癸卯（十七日），吴昌时并各部主事。昌时首选吏部，疏上，上自手定先后，示不测。昌时谓薛国观中之，恨次骨。”戴笠《怀陵流寇始终录》最末《将亡妖孽》載：“韩城薛国观佥部，温体仁引之入阁，寻为首相。十一年行考选改授法，行人吴昌时已得吏部主事，上性好出奇御下，以破旧习。进士考选入台者，黎玉田岁贡、府同知许自表易位，如是者比比。昌时改祠祭部，谓是国观所为，深恨之。”
4. ↑  李清《三垣笔记》附识上：“薛国观既逮到，不下狱，自分必不死，宴处城外，为理装计。及夤夜诏到，犹鼾睡，家人唤醒，云外有衣红衔诏者。国观始蹶然兴，曰：‘吾死矣！’仓皇觅小帽不得，裂苍头帽代之。宣读毕，以首顿地，泣曰：‘皇上何处臣若此？徒欲籍没臣家，不知臣贫耳。’又呼吴铨曹昌时名，詈曰：‘吾死必不置尔！’遂就缢。”《明史·薛国观传》则说：“宣诏毕，（国观）顿首不能出声，但言‘吴昌时杀我’，乃就缢。明日，使者还奏。又明日许收敛，悬梁者两日矣。法司坐其赃九千，没入田六百亩，故宅一区。”
5. ↑  《谈往录》记: “韩城来京候审，有內阁举人中书松江人王陛彥，向为韩城心腹，以旧日情谊，至寓问安，稽事密谈。厂役希旨，密伺薛邸。适遇彥，擒奏下狱。”陆世仪《复社纪略社局总纲》说：“崇祯十四年（1640）八月，薛国观赐死，中书王陛彦弃市，各籍其家。”《玉堂荟记》：“陛彥，松江人，吳昌時之甥也。赴市時，語人曰：此家母舅為之。我若有言，便得罪於名教矣。”

## 延伸阅读
[在维基数据编辑]
 《明史卷二百五十三》，出自《明史》

| 官衔          | 官衔                       | 官衔          |
| ------------- | -------------------------- | ------------- |
| 前任： 劉宇亮 | 明朝内阁首輔 1639年-1640年 | 繼任： 范復粹 |